# Halden (cidade)
Halden é uma pequena cidade do sudeste da Noruega, situada situada na foz do rio Tista, junto ao fiorde de Idefjord, na fronteira com a Suécia.

Tem cerca de 25 300 habitantes, e é sede da Comuna de Halden.

A economia da cidade está dominada pelo comércio, serviços, ensino e indústria do papel.

## Património turístico
- Fortaleza de Fredriksten